# FXX
FXX – kanał rozrywkowy, który jest skierowany głównie do mężczyzn, produkowany przez spółkę Fox. Emituje popularne amerykańskie seriale komediowe, kryminalne, dramaty, reality-show, programy rozrywkowe i sportowe. Oferta kanału ma być uzupełnieniem tego, co pokazuje na swojej antenie siostrzana stacja FX. FXX wystartował 2 września 2013 roku, zastępując Fox Soccer. Na stan listopada 2023 roku jest dostępny w 58 milionach domostw w USA.

## Programy obecnie emitowane

### Seriale komediowe
- U nas w Filadelfii (2005–2013, 2015-)
- The League (FX 2009−2013, 2013–2015)
- You’re the Worst (2014 - FX, 2015-)
- Man Seeking Woman (2015-)

### Animowane
- Stone Quackers (2014-)
- Lucas Bros. Moving Co. - (FOX 2013–2014, 2014-)
- Simpsonowie - (2013-)
- King of the Hill - (2013-)
- Family guy - (2019-)
- Futurama - (2014-2019, 2022-)

## Programy dawniej emitowane
- Totally Biased with W. Kamau Bell - (2013–2014)
- Legit - (2013 - FX, 2014 - FXX)
- Wilfred (amerykański serial telewizyjny) - (FX 2011-2013, 2014)